# Grupo ACS
ACS, Actividades de Construcción y Servicios, S.A. er en spansk bygge- og anlægsvirksomhed. Desuden arbejdes med diverse services og telekommunikation. I 2019 var omsætningen på 39. mia. euro og der var 190.000 ansatte.. Den blev etableret i 1997 ved en fusion mellem OCP Construcciones, S.A. og Ginés Navarro Construcciones, S.A.. I dag er de tilstede i Tyskland, Indien, Brasilien, Chile, Marokko og Australien. Hovedkvarteret er i Madrid og formanden er Florentino Pérez.